# NGC 5774
NGC 5774 (другие обозначения — UGC 9576, MCG 1-38-13, ZWG 48.57, KCPG 440A, IRAS14511+0347, PGC 53231) — галактика в созвездии Дева.
Этот объект входит в число перечисленных в оригинальной редакции «Нового общего каталога».